# Sainte-Hélène-Bondeville
Sainte-Hélène-Bondeville is een gemeente in het Franse departement Seine-Maritime (regio Normandië) en telt 680 inwoners (1999). De plaats maakt deel uit van het arrondissement Le Havre.

## Geografie
De oppervlakte van Sainte-Hélène-Bondeville bedraagt 6,8 km², de bevolkingsdichtheid is 100,0 inwoners per km².
De onderstaande kaart toont de ligging van Sainte-Hélène-Bondeville met de belangrijkste infrastructuur en aangrenzende gemeenten.

## Demografie
Onderstaande figuur toont het verloop van het inwonertal (bron: INSEE-tellingen).